# Hermonassa cuprina
Hermonassa cuprina är en fjärilsart som beskrevs av Moore 1882. Hermonassa cuprina ingår i släktet Hermonassa och familjen nattflyn. Inga underarter finns listade i Catalogue of Life.